# Пензијски резервни фонд Републике Српске
Пензијски резервни фонд Републике Српске (ПРЕФ РС) фонд је који обезбјеђује дугорочну финансијску одрживост обавезног пензијског осигурања у Републици Српској.
Сједиште Пензијског резервног фонда је у Бањој Луци.

## Дјелокруг
Усвајањем Закона о Пензијском резервном фонду Републике Српске (2008) сва имовина Фонда ПИО Републике Српске стечена у складу са прописима о приватизацији државног капитала у предузећима и средства стечена управљањем том имовином унесени су као оснивачки улог Фонда ПИО у Пензијски резервни фонд.
Пензијски резервни фонд је затворени инвестициони фонд и основан је у облику акционарског друштва. Он не смије стицати сопствене акције, већ управља већ постојећим акцијама портфеља Фонда ПИО.

## Друштво за управљање
Резервним фондом управља Друштво за управљање које оснива Фонд ПИО. Друштво је правно лице које се оснива у облику акционарског друштва. Његово сједиште је у Бањој Луци.
Друштво за управљање управља Резервним фондом искључиво у интересу Резервног фонда. Друштво остварује право гласа по основу акција из портфеља Резервног фонда. За свој рад Друштво одговара Скупштини Резервног фонда.
Органи Друштва за управљање су Надзорни одбор и управа.
Надзорни одбор има пет чланова које именује Влада Републике Српске и то једног члана на предлог Савеза синдиката Републике Српске и четири члана на основу јавног конкурса. Мандат чланова Надзорног одбора траје четири године са могућношћу поновног избора.
Друштвом за управљање руководи управа коју чине директор и извршни директори. Управу, на основу јавног конкурса, именује Надзорни одбор Друштва за управљање на период од пет година, са могућношћу поновног избора.